# Sint-Petrus en Pauluskerk (Geetbets)

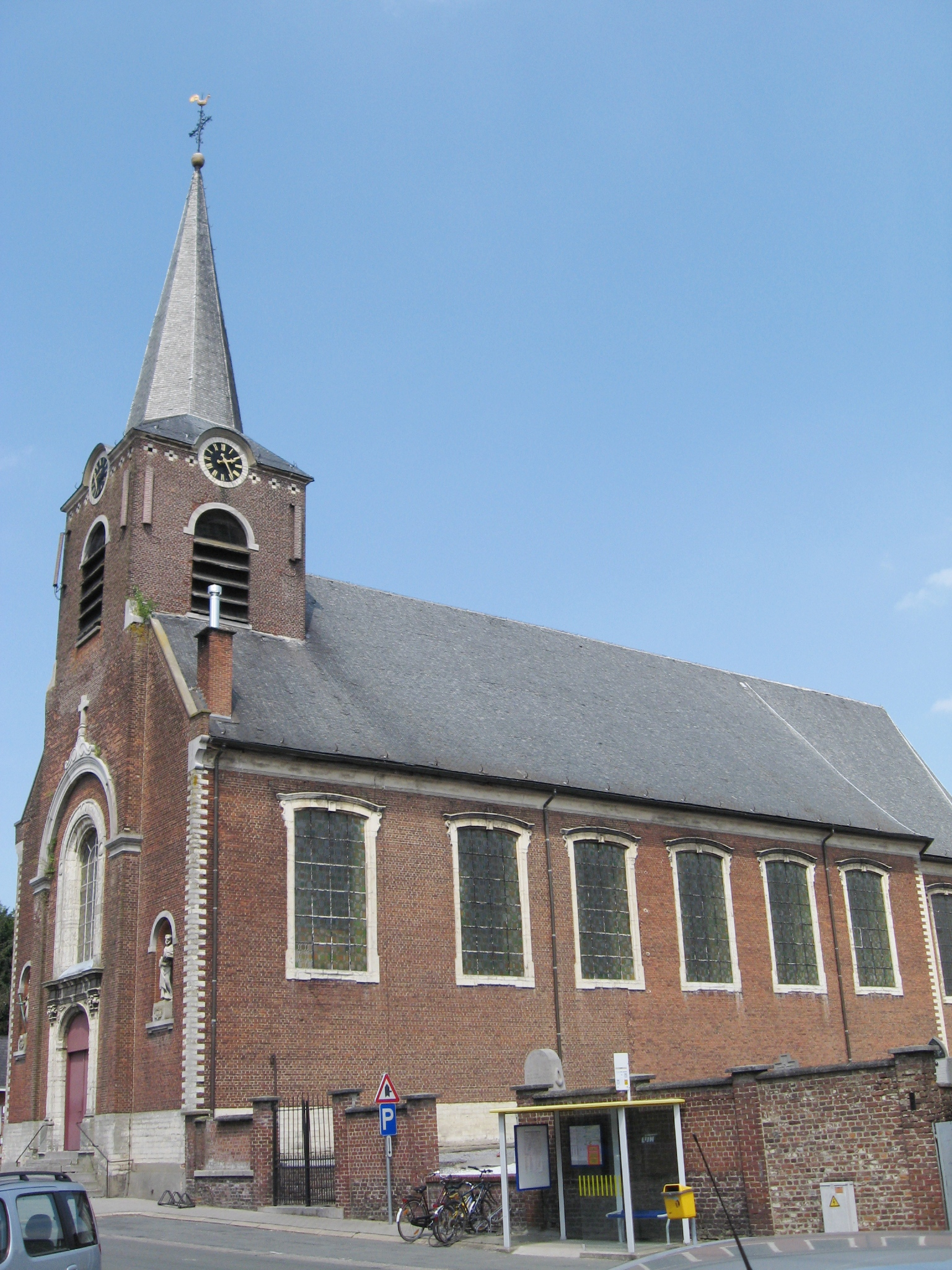
Sint-Petrus en Pauluskerk

De Sint-Petrus en Pauluskerk is de parochiekerk van de Vlaams-Brabantse plaats Geetbets, gelegen aan de Dorpsstraat 43.

## Geschiedenis
Ten oorsprong aan de kerk zou de hofkerk van het nabijgelegen Hof ten Hove zijn. Dit was de Sint-Pauluskapel. Deze was afhankelijk van de parochie van Zoutleeuw. In 1236 werd Geetbets een zelfstandige parochie.
De kerk, waarover weinig bekend is, werd in 1763 gesloopt en een nieuwe kerk, naar ontwerp van Jan Hustin, werd in 1769 ingewijd. De toren van de oude kerk bleef daarbij behouden.
Tussen 1855 en 1859 werd de kerk vergroot en werd de oude toren gesloopt. Deze werd vervangen door een ingebouwde westtoren.

## Gebouw
Het betreft een driebeukig bakstenen kerkgebouw met gebruik van Gobertangesteen. In de toren bevindt zich een korfboogportaal met daarboven een rondboogvenster. Links en rechts daarvan zijn nissen met daarin de beelden van respectievelijk Sint-Petrus en Sint-Paulus.

## Interieur
De zijaltaren zijn van 1772 en gewijd aan Onze-Lieve-Vrouw (noord) en Sint-Anna (zuid). Het hoofdaltaar is van 1774. Biechtstoelen, tochtportaal en preekstoel zijn van 1777. Het orgel, van 1863, werd vervaardigd door Arnold Clerinx.
Uit de 2e helft van de 17e eeuw is een schilderij dat een visioen van Sint-Norbertus voorstelt. Uit de 18e eeuw zijn twee grote houten beelden die respectievelijk Petrus en Paulus voorstellen. Het marmeren doopvont is uit het 4e kwart van de 18e eeuw.